# Lam Dom Noi
Cette page contient des caractères thaïs. En cas de problème, consultez Aide:Unicode ou testez votre navigateur.
Lam Dom Noi (thaï ลำโดมน้อย) est un sous-affluent du Mékong qui coule dans le Nord-Est de la Thaïlande. Elle prend sa source dans les monts Dângrêk, tout près de la frontière laotienne, coule vers le Nord dans la province d'Ubon Ratchathani, et se jette dans la Mun juste avant le confluent de celle-ci avec le Mékong. Elle est longue de 150 km.
Sur son cours se trouve le barrage Sirindhorn, nommé en l'honneur de la princesse Sirindhorn (seconde fille de Rama IX née en 1955). Le réservoir créé par le barrage est la principale ressource en eau de la province d'Ubon Ratchathani.

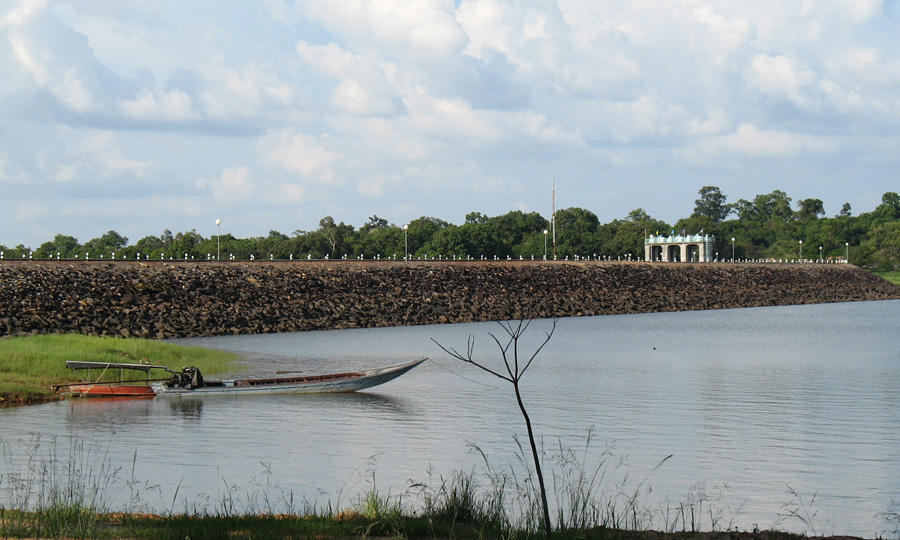
Réservoir créé par le barrage Sirindhorn

- (en) Cet article est partiellement ou en totalité issu de l’article de Wikipédia en anglais intitulé « Dom Noi River » (voir la liste des auteurs).